# Colonie du Groenland
1950 – 1953
Entités précédentes :
- North Greenland
- South Greenland

Entités suivantes :
- County of Greenland, Denmark

De 1950 à 1953, le Groenland était une colonie du Danemark avec un gouverneur. Sa création a fait suite à l'unification du Groenland du Nord et du Groenland du Sud en 1950. En 1953, le Groenland est devenu une partie égale du Danemark en tant qu'amt. 